# Piaya
Piaya Lesson, 1830 è un genere di uccelli cuculiformi della famiglia Cuculidae.

## Descrizione
Le specie appartenenti a Piaya sono cuculi dal corpo slanciato, hanno lunghe code e forti zampe.
Si nutrono di grossi insetti, come cicale, vespe e bruchi e di vertebrati come lucertole.
Diversamente dalle specie del Vecchio Mondo, questi cuculi costruiscono un nido proprio sugli alberi e vi depongono due uova bianche.
Sono distribuiti in America centrale e meridionale e vivono nelle foreste e nelle mangrovie.

## Specie
Il genere comprende due specie:
- Piaya cayana (Linnaeus, 1766) - cuculo scoiattolo o cuculo scoiattolo della Cayenna
- Piaya melanogaster (Vieillot, 1817) - cuculo scoiattolo ventrenero o cuculo pancianera